# Rodrigo Pinheiro
Rodrigo Pinheiro Ferreira (Guimarães, 28 agosto 2002) è un calciatore portoghese, difensore del Famalicão.

## Carriera

### Club
Pinheiro è cresciuto nel settore giovanile del Porto che lo ha assegnato alla squadra B nel 2019. Ha giocato il suo primo incontro ufficiale l'11 agosto in Segunda Liga contro il Covilhã ed ha trovato il suo primo gol tre anni più tardi, il 28 dicembre 2022 contro il Farense.
Al termine della stagione 2023-2024 ha lasciato il club biancoblu a parametro zero senza riuscire a debuttare in prima squadra ed il 27 giugno ha firmato un contratto quadriennale con il Famalicão, club di prima divisione, con il quale nella stagione 2024-2025 ha esordito in questa categoria.

### Nazionale
Ha giocato nelle nazionali giovanili portoghesi Under-15, Under-18 ed Under-20.

## Statistiche

### Presenze e reti nei club
Statistiche aggiornate al 16 maggio 2025.
| Stagione        | Squadra         | Campionato      | Campionato | Campionato | Coppe nazionali | Coppe nazionali | Coppe nazionali | Coppe continentali | Coppe continentali | Coppe continentali | Altre coppe | Altre coppe | Altre coppe | Totale | Totale | Totale |
| Stagione        | Squadra         | Comp            | Pres       | Reti       | Comp            | Pres            | Reti            | Comp               | Pres               | Reti               | Comp        | Pres        | Reti        | Pres   | Reti   |        |
| --------------- | --------------- | --------------- | ---------- | ---------- | --------------- | --------------- | --------------- | ------------------ | ------------------ | ------------------ | ----------- | ----------- | ----------- | ------ | ------ | ------ |
| 2019-2020       | Porto B         | LdH             | 2          | 0          | -               | -               | -               | -                  | -                  | -                  | -           | -           | -           | 2      | 0      |        |
| 2020-2021       | Porto B         | LdH             | 11         | 0          | -               | -               | -               | -                  | -                  | -                  | -           | -           | -           | 11     | 0      |        |
| 2021-2022       | Porto B         | LdH             | 25         | 0          | -               | -               | -               | -                  | -                  | -                  | -           | -           | -           | 25     | 0      |        |
| 2022-2023       | Porto B         | LdH             | 27         | 1          | -               | -               | -               | -                  | -                  | -                  | -           | -           | -           | 27     | 1      |        |
| 2023-2024       | Porto B         | LdH             | 32         | 2          | -               | -               | -               | -                  | -                  | -                  | -           | -           | -           | 32     | 2      |        |
| Totale Porto B  | Totale Porto B  | Totale Porto B  | 97         | 3          |                 | -               | -               |                    | -                  | -                  |             | -           | -           | 97     | 3      |        |
| 2024-2025       | Famalicão       | PL              | 29         | 0          | CP+CdL          | 1+0             | 0               | -                  | -                  | -                  | -           | -           | -           | 30     | 0      |        |
| Totale carriera | Totale carriera | Totale carriera | 126        | 3          |                 | 1               | 0               |                    | -                  | -                  |             | -           | -           | 127    | 3      |        |